# Burza (film 2010)
Burza (ang. The Tempest) – amerykański film tragikomiczny z 2010 roku w reżyserii i według scenariusza Julie Taymor. Film jest adaptacją sztuki autorstwa Williama Szekspira pod tym samym tytułem.
Premiera filmu miała miejsce 11 września 2010 roku podczas 67. MFF w Wenecji, na którym był prezentowany poza konkursem głównym. Obraz został wyświetlony na zamknięcie festiwalu.

## Fabuła
Prospera, prawowita następczyni tronu Mediolanu, pozbawiona władzy przez swego brata Antonia, wspomaganego przez Alonsa - króla Neapolu, zostaje wraz z córką Mirandą wyprawiona na morze w łodzi, którą Neapolitańczyk Gonzalo w sekrecie zaopatrzył w wodę i żywność, a także książki. Wygnańcy trafiają na wyspę, gdzie spędzą dwanaście lat. Dzięki swoim umiejętnościom magicznym Prospera uwalnia, uwięzionego przez wiedźmę Sykoraks w pniu drzewa, ducha Ariela, który staje się jej sługą i niewolnikiem.
Przed ich przybyciem na wyspę jedyną ludzką istotą był tu Kaliban, syn Sykoraks. Oprowadza on rozbitków po wyspie, one zaś odwdzięczają mu się, ucząc go ich języka i religii. Kaliban usiłuje jednak zgwałcić Mirandę, za co Prospera więzi go w jaskini.
Akcja rozpoczyna się w momencie, gdy w pobliżu wyspy, na której przebywają bohaterowie przepływa statek, którym płyną między innymi Antonio, Gonzalo oraz Alonso wraz z synem Ferdynandem i bratem Sebastianem. Prospera wywołuje tytułową burzę, która sprawia, że statek ulega katastrofie, a jego pasażerowie, bez większych obrażeń trafiają na wyspę.
Wypełniający polecenia Prospery Ariel manipuluje rozproszonymi na wyspie rozbitkami. Jej czary powodują, że Ferdynand i Miranda zakochują się w sobie, młodzieniec zaś stał się posłuszny czarodziejowi, aby uzyskać rękę jego córki. W kolejnym epizodzie Kaliban wraz z dwoma pijakami ze statku podejmuje groteskową próbę zamordowania Prospery i przejęcia władzy na wyspie. Trzecim elementem fabuły jest plan zamordowania Alonsa przez Sebastiana i Antonia, którego efektem ma być koronacja Sebastiana. W scenie finałowej dochodzi do spotkania wszystkich głównych bohaterów. Prospera przebacza Alonso i planuje wspólny powrót do Włoch.

## Obsada
- Helen Mirren jako Prospera
- Felicity Jones jako Miranda
- Chris Cooper jako Antonio
- Djimon Hounsou jako Kaliban
- Reeve Carney jako Ferdinand
- Alfred Molina jako Stephano
- Russell Brand jako Trinculo
- Alan Cumming jako Sebastian
- Tom Conti jako Gonzalo
- David Strathairn jako król Alonso
- Ben Whishaw jako Ariel

## Produkcja filmu
Film jest adaptacją jednej z ostatnich sztuk Williama Szekspira pt. Burza. Reżyser filmu i jednocześnie scenarzystka Julie Taymor zmieniła płeć głównego bohatera Prospero z mężczyzny na kobietę − Prosperę (w tej roli Helen Mirren). Film był kręcony na Hawajach.

## Nagrody i nominacje
Oscary 2010
- nominacja: najlepsze kostiumy − Sandy Powell

Satelita 2010
- nominacja: najlepsza aktorka w filmie dramatycznym − Helen Mirren